# Сурнята
Сурнята — опустевшая деревня в Советском районе Кировской области в составе Родыгинского сельского поселения.

## География
Находится на расстоянии примерно 18 километров по прямой на юг от районного центра города Советск.

## История
Была известна с 1873 года как починок Коршуновской или Шурнята старые. В тот год дворов было 8 и жителей 91, в 1905 году 27 и 151, в 1926 году 33 и 158, в 1950 году 29 и 105. В 1989 году оставался 81 житель.

## Население
Постоянное население составляло 55 человек (русские 87 %) в 2002 году, 0 в 2010 году.